# Жижока-ди-Жерикуакуара
Жижока-ди-Жерикуакуара (порт. Jijoca de Jericoacoara) — муниципалитет в Бразилии, входит в штат Сеара. Составная часть мезорегиона Северо-запад штата Сеара. Входит в экономико-статистический микрорегион Литорал-ди-Камосин-и-Акарау. Население составляет 16 659 человек на 2006 год. Занимает площадь 201,858 км². Плотность населения — 82,5 чел./км².

## История
Город основан 6 марта 1991 года.

## Статистика
- Валовой внутренний продукт на 2003 составляет 24 548 793,00 реала (данные: Бразильский институт географии и статистики).
- Валовой внутренний продукт на душу населения на 2003 составляет 1685,70 реала (данные: Бразильский институт географии и статистики).
- Индекс развития человеческого потенциала на 2000 составляет 0,623 (данные: Программа развития ООН).

## Галерея

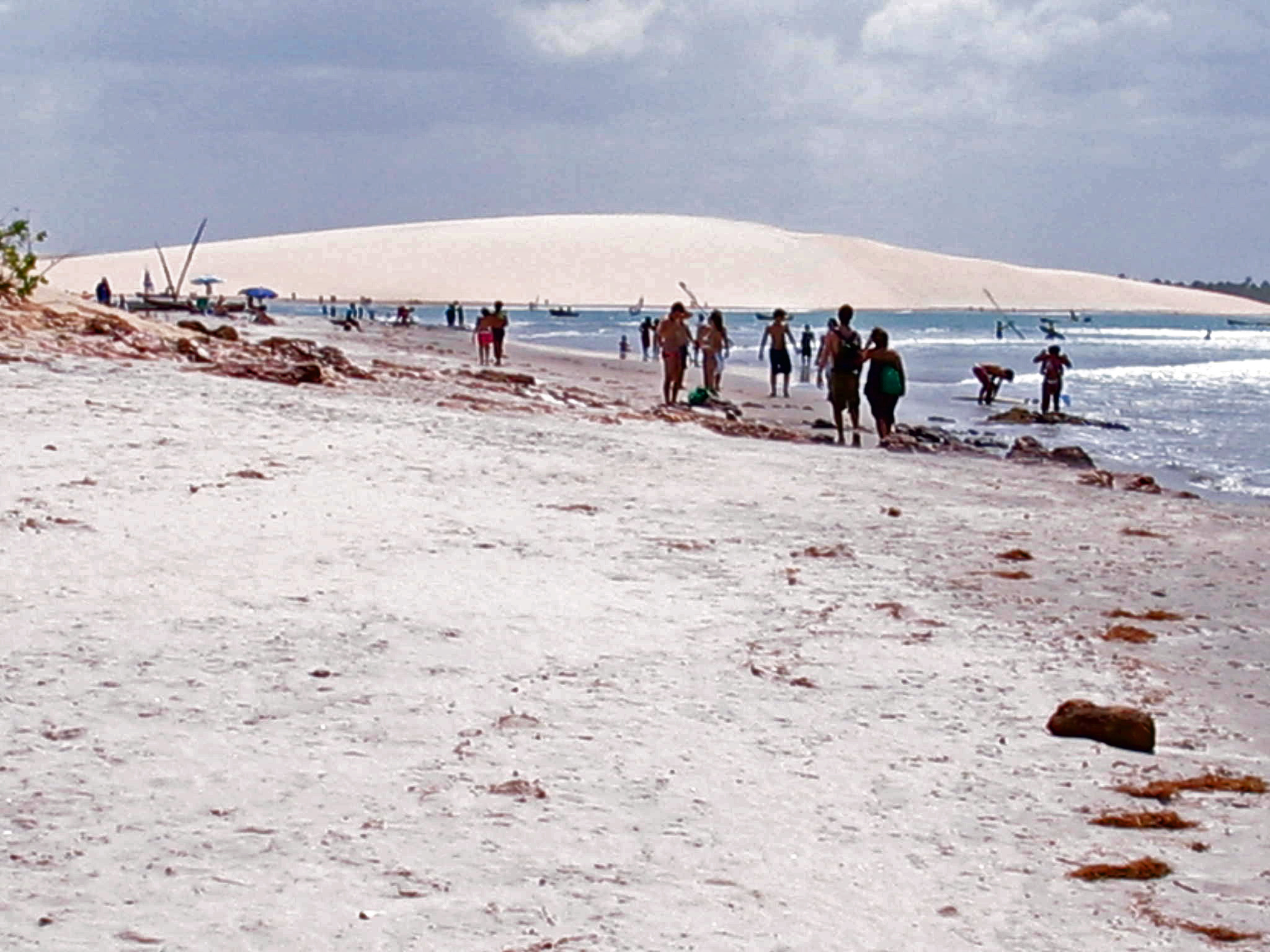
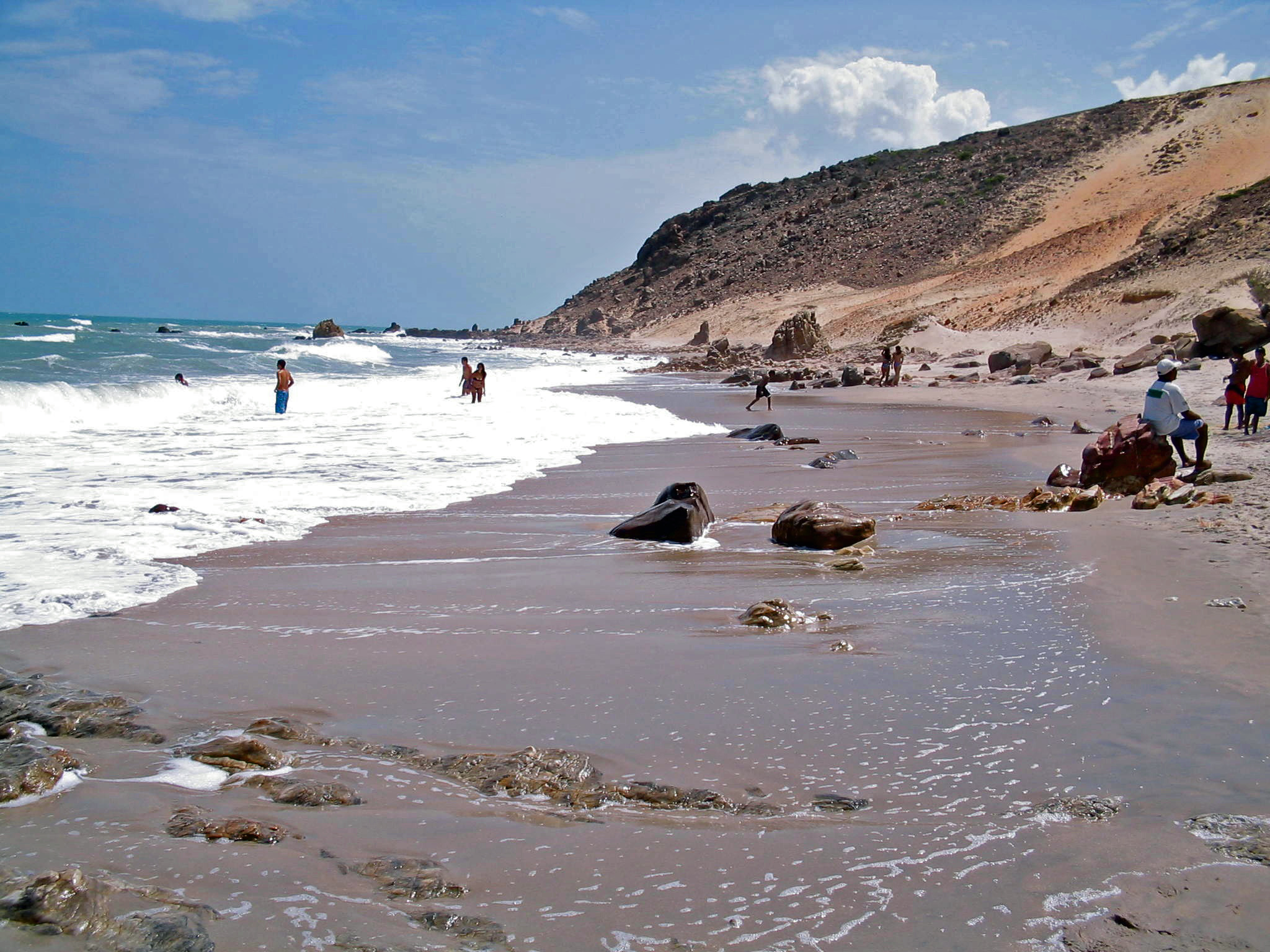
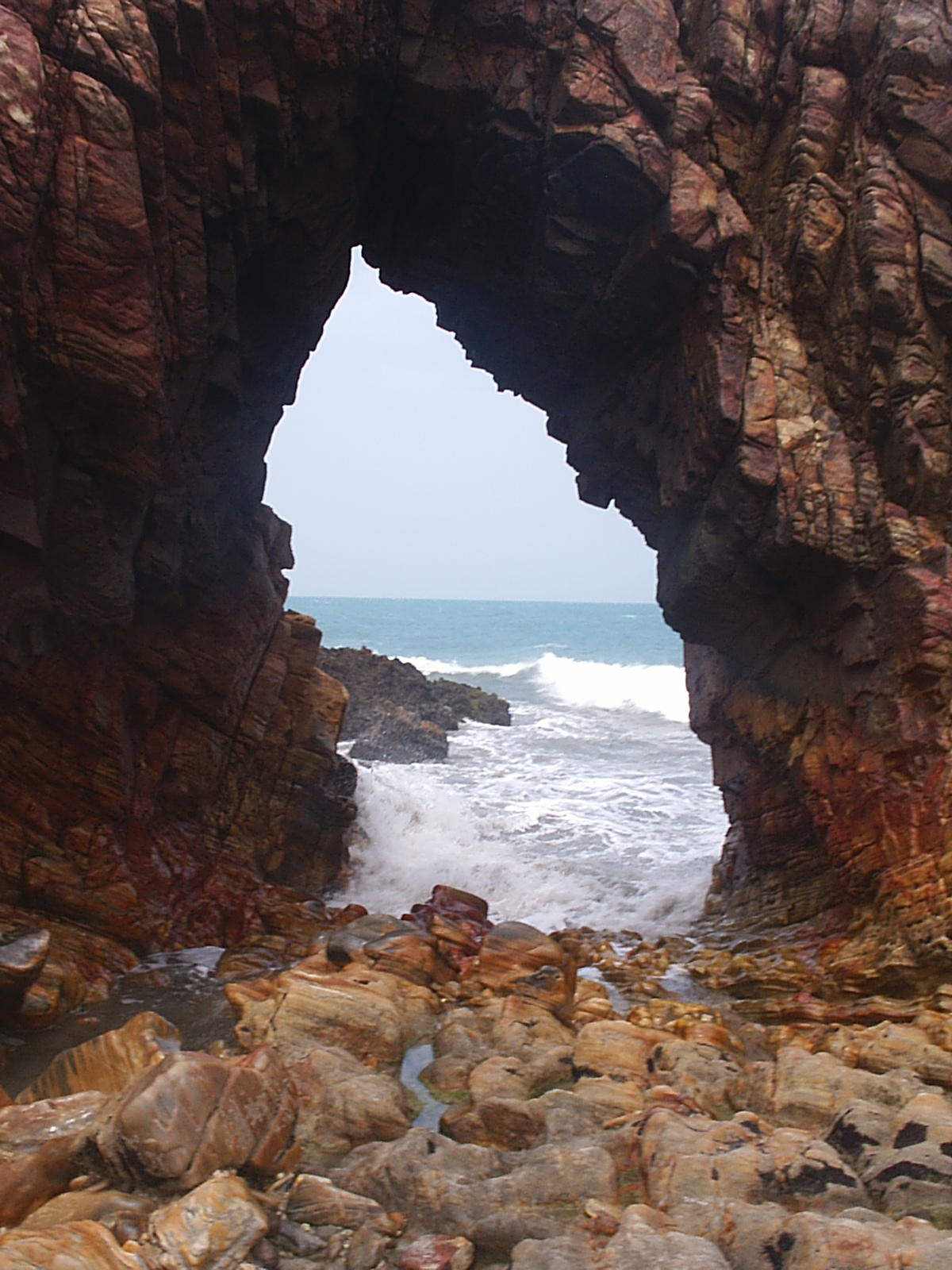

## География
Климат местности: тропический.